# Parque Guanhembu

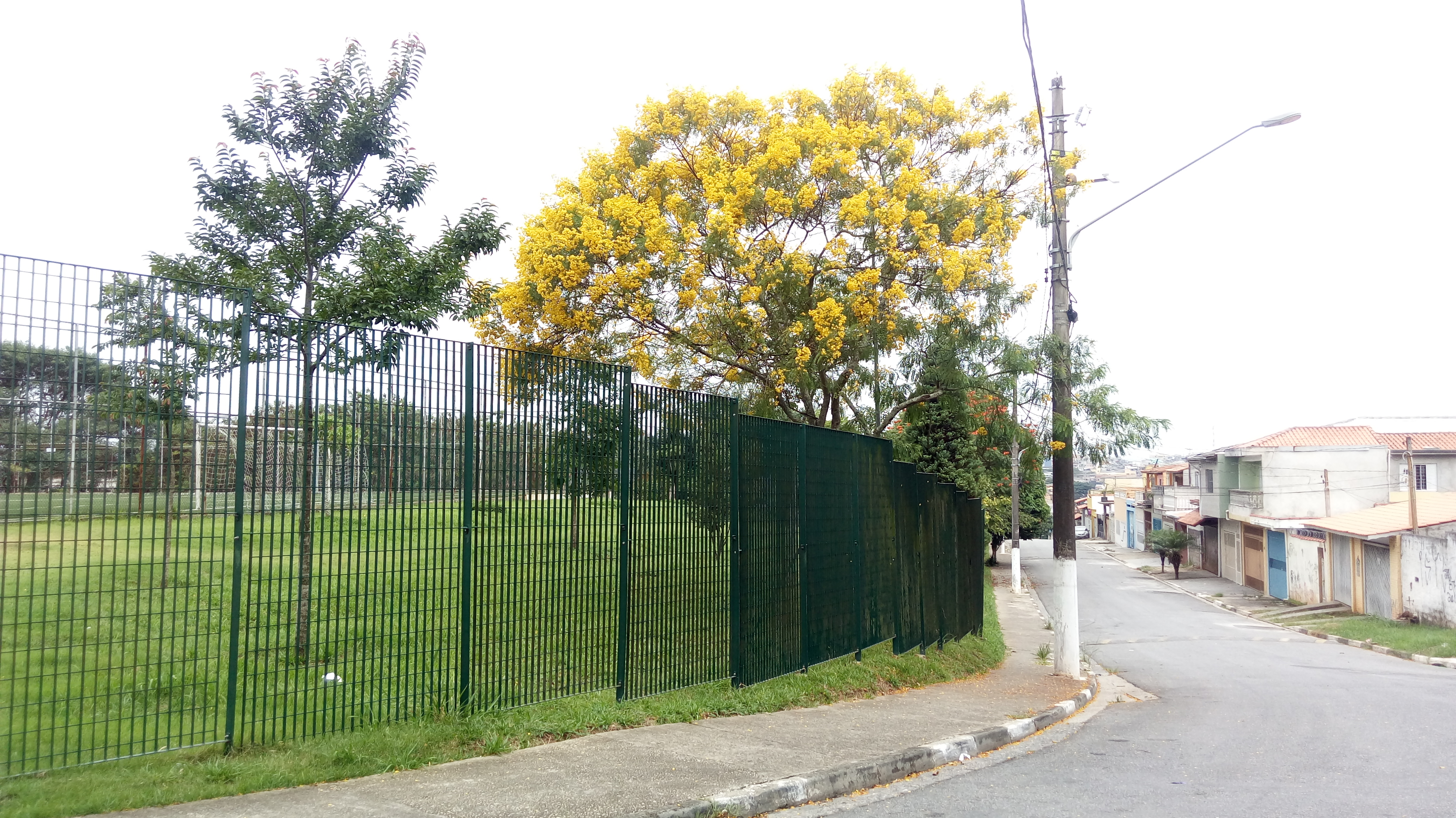

Parque Guanhembu é um parque localizado na Zona Sul da cidade de São Paulo, na divisa dos distritos de Cidade Dutra e Grajaú.
O parque contempla uma área de 71.920m² e recebe este nome pela sua proximidade com o bairro Jardim Guanhembu. Também se destaca pela proximidade com o SESC Interlagos e pela sua diversidade de fauna e flora, composta por diversas espécies nativas e algumas exóticas.

## História
O parque foi inaugurado no mesmo dia em que é comemorado o Dia da Árvore, 21 de setembro, pelo até então prefeito Gilberto Kassab, como forma de suprir a carência de áreas de lazer do bairro.
Embora relativamente novo, alguns problemas se manifestaram já na inauguração do parque, quando foi entregue sem a grama sintética prevista no projeto dos campos de futebol. Um ano depois, uma matéria publicada pelo Estadão denunciou a ausência do playground e a administração local anunciou que abriria licitação para uma segunda etapa de obras, tanto no Parque Guanhembu quanto nos outros parques citados pela reportagem. Hoje, o parque opera normalmente.